# Oryx (sítio eletrônico)
Oryx, ou Oryxspioenkop, é um sítio eletrônico neerlandês de informação de fontes abertas e análise de temas militares e de defesa. É dirigido por Stijn Mitzer e Joost Oliemans, ambos já havendo trabalhado no também neerlandês Bellingcat. Ademais, Oliemans já foi empregado por um tempo na companhia britânica Janes Information Services.
Oryx teve início em 2013, focando à época na Síria. Mitzer e Oliemans colaboraram também na publicação de dois livros que se debruçam a respeito do Exército Popular da Coreia. De acordo com o site, o spioenkop ("colina de espionagem" em africâner) de seu nome se "refere a um lugar a partir do qual é possível assistir eventos desenrolarem ao redor do mundo".
O site ganhou notoriedade internacional graças a sua cobertura da invasão da Ucrânia pela Rússia em 2022 ao se dedicar a catalogar todo equipamento militar perdido nesse conflito através de informação obtida via fotos e vídeos postados online. Oryxspioenkop é regularmente citado por grandes jornais, como por exemplo a Reuters, BBC News, The Guardian, The Economist, Newsweek, CNN, e CBS News. A Forbes categorizou o website como "a mais confiável fonte do conflito até agora", considerando-o "extraordinário". Já que suas listas de perdas de equipamento reportam somente o que pode ser visualmente confirmado, a Forbes alegou que é possível depreender o número mínimo de material militar perdido na invasão.